# أوغا بيلو
أديبايو سلامي، والمعروف باسمه المسرحي أوغا بيلو، هو ممثل نيجيري مخضرم وصانع أفلام ومنتج ومخرج أفلام.

## حياته المهنية
على الرغم من أن سلامي من أصل كواري، فقد ولد في 9 مايو 1953 في ولاية لاغوس حيث تلقى تعليمه الابتدائي والثانوي.
بدأ حياته المهنية في التمثيل عام 1964 مع مجموعة تسمى «حفلة موسيقية شبابية»، تحت قيادة أوجو لاديبو، المعروف باسم بابا ميرو. وبعد بضع سنوات غيرت المجموعة اسمها إلى مجموعة أوجو لاديبو المسرحية، وتحولت لاحقًا إلى مجموعة مسرح أوادا كريكيري. وبعد موت أوجو لاديبو في عام 1978 تولى سلامي زمام قيادة المجموعة، مما جعله في دائرة الضوء.
ظهر في فيلمه اليوروبي الأول «أجاني أوجون» والذي يلعب فيه الراحل أديمي أفولايان - والد كونلي أفولايان وغابرييل أفولايان - الدور الرئيسي.
كما ظهر في فيلم بعنوان كدارا بواسطة أدييمي أفولايان. ظهر لاحقًا في المسلسل الكوميدي النيجيري الشهير «كوميدي» لمدة نصف ساعة باسم أوغا بيلو.
أنتج فيلمه الأول أوغون أجايى عام 1985 من إسطبل أوادا كيريكيري.
منذ عام 1985، أنتج وأخرج وظهر في العديد من أفلام اليوروبا.
وكان عضوًا رائدًا في جمعية ممارسي فنون المسرح النيجيريين، وشغل أيضًا منصب رئيس الجمعية.

## الجوائز
- جائزة نوليوود للأفضل لعام 2014.[14]